# Little Fish (Album)
Little Fish ist das 1993 veröffentlichte zweite Studioalbum der aus Hannover stammenden deutschen Hard-Rock-Band Sargant Fury.

## Entstehung
Das von Tommy Newton produzierte Debütalbum der Gruppe, Still Want More, stellte einen erfolgreichen Start für die Band dar und ermöglichte ihr Konzerte im Vorprogramm von damals bereits bekannten Gruppen wie Ten Years After und Ian Gillan.
Für das zweite Album wechselte die Gruppe trotz dieses Erfolges den Produzenten und verpflichtete Charlie Bauerfeind, der gemeinsam mit der Gruppe die Produktion übernahm. Für Little Fish nahm die Band neben zehn eigenen Titeln eine Coverversion des Abba-Titels Eagle auf. Anfang des Jahres 1993 wurde das Album veröffentlicht; Sargant Fury spielte anschließend im Vorprogramm der Tourneen von Skew Siskin, Hittman und Mental Hippie Blood.
Die Verkaufszahlen des Albums fielen allerdings trotz der als Single ausgekoppelten Coverversion von Eagle nicht nach den Vorstellungen aller Beteiligten aus, und die Gruppe trennte sich von ihrer Plattenfirma.
Little Fish wurde 2009 remastered und als Teil des Boxsets Do You Remember - The Anthology, das alle drei Alben der Band enthielt, wiederveröffentlicht. Es erschien damit erstmals auch in den USA.

## Titelliste
1. (3:41) Out
2. (3:57) New Direction
3. (4:08) No. 7
4. (3:48) Little Fish
5. (4:55) Eagle (Benny Andersson, Björn Ulvaeus)
6. (3:08) T.T.A.
7. (3:37) Goodbye
8. (4:04) Change
9. (4:33) Eternal Champion
10. (5:03) Wrong Place - Wrong Time
11. (5:03) Tomorrow

## Rezeption
Thomas Kupfer schrieb für Rock Hard, Sargant Fury habe „die auf dem Erstling eingeschlagene musikalische Richtung konsequent weiterverfolgt und verfeinert.“ Wrong Place, Wrong Time, Tomorrow, New Direction und Out seien „gute Losgehnummern, die neben der druckvollen Produktion und der ausgefeilten Gitarrenarbeit vor allem von Macs ausdrucksstarker Stimme“ lebten. „Zu absoluter Höchstform“ laufe die Band jedoch beim Titelstück auf. Außerdem habe das Quintett „die brillante Abba-Nummer Eagle zeitgemäß aufgepeppt und damit einen absoluten Volltreffer“ gelandet. Little Fish mache „erneut deutlich, daß es sich bei Sargant Fury um die wohl hoffnungsvollste Newcomerband unseres Landes“ handele.